# Medisch specialisme
Een medisch specialisme of geneeskundig specialisme is een deelgebied van de geneeskunde. De verschillende specialismen onderscheiden zich van elkaar doordat ze zich richten op bepaalde lichaamsdelen, organen, ziekten, methoden of doelgroepen.
Een specialist (voluit medisch specialist, geneeskundig specialist of arts-specialist) is een arts met de kennis en ervaring om een bepaald specialisme te kunnen uitoefenen. In veel landen zijn er eisen vastgesteld voor erkenning van een arts als specialist. Veelal moet deze na de algemene artsenopleiding een aanvullende opleiding volgen volgens een leer-werktraject. Bepaalde medische handelingen en het recht om de bijbehorende beroepstitel te voeren, kunnen voorbehouden zijn aan artsen die voldoen aan deze eisen.
In Nederland wordt een onderscheid gemaakt tussen geneeskundig specialisten en medisch specialisten. Geneeskundig specialisten zijn artsen met een door het College Geneeskundige Specialismen erkende specialistische vervolgopleiding na de geneeskundeopleiding. Medisch specialisten zijn een subgroep hierin van specialisten van de verenigingen die aangesloten zijn bij de Federatie Medisch Specialisten. Medisch specialisten zijn doorgaans 'ziekenhuisspecialismen', terwijl ook extramuraal werkende artsen na een afgeronde specialisatie geneeskundig specialist kunnen zijn (zoals huisartsen, artsen Maatschappij en Gezondheid, artsen Arbeid en Gezondheid). Daarnaast is niet iedere medisch specialist een arts; een klinisch fysicus en een klinisch chemicus is bijvoorbeeld medisch specialist, maar geen arts.
Ook voor de erkenning van een richting binnen de geneeskunde als volwaardig specialisme kunnen regels zijn. Een onderdeel van de geneeskunde kan ook erkend zijn als 'subspecialisme' van een ander specialisme. De erkenning van specialismen en specialisten kan in handen zijn van de overheid, beroepsorganisaties of onafhankelijke commissies. In Nederland toetst de Registratiecommissie Geneeskundig Specialisten (RGS) van de KNMG of artsen en specialistenopleidingen voldoen aan de regels van het College Geneeskundige Specialismen. Veel specialismen hebben hun eigen beroepsvereniging.